# Raí
Raí, Raí Souza Vieira de Oliveira, född 15 maj 1965 i Ribeirão Preto, Brasilien, är en före detta brasiliansk fotbollsspelare. Raí är yngre bror till den ännu mer kända brasilianska fotbollsspelaren Socrates. Raís största merit i karriären var när han vann VM 1994 med Brasilien då de besegrade Italien i finalen på straffar.